# Хапи Камп (Калифорнија)
Хапи Камп (енгл. Happy Camp) насељено је место без административног статуса у америчкој савезној држави Калифорнија.

## Демографија
По попису из 2010. године број становника је 1.190.
| Група             | 2000.    | 2010.       |
| Белци             | 0 (0,0%) | 772 (64,9%) |
| Афроамериканци    | 0 (0,0%) | 2 (0,2%)    |
| Азијати           | 0 (0,0%) | 7 (0,6%)    |
| Хиспаноамериканци | 0 (0,0%) | 95 (8,0%)   |
| Укупно            | 0        | 1.190       |